# Strafrecht (Litauen)

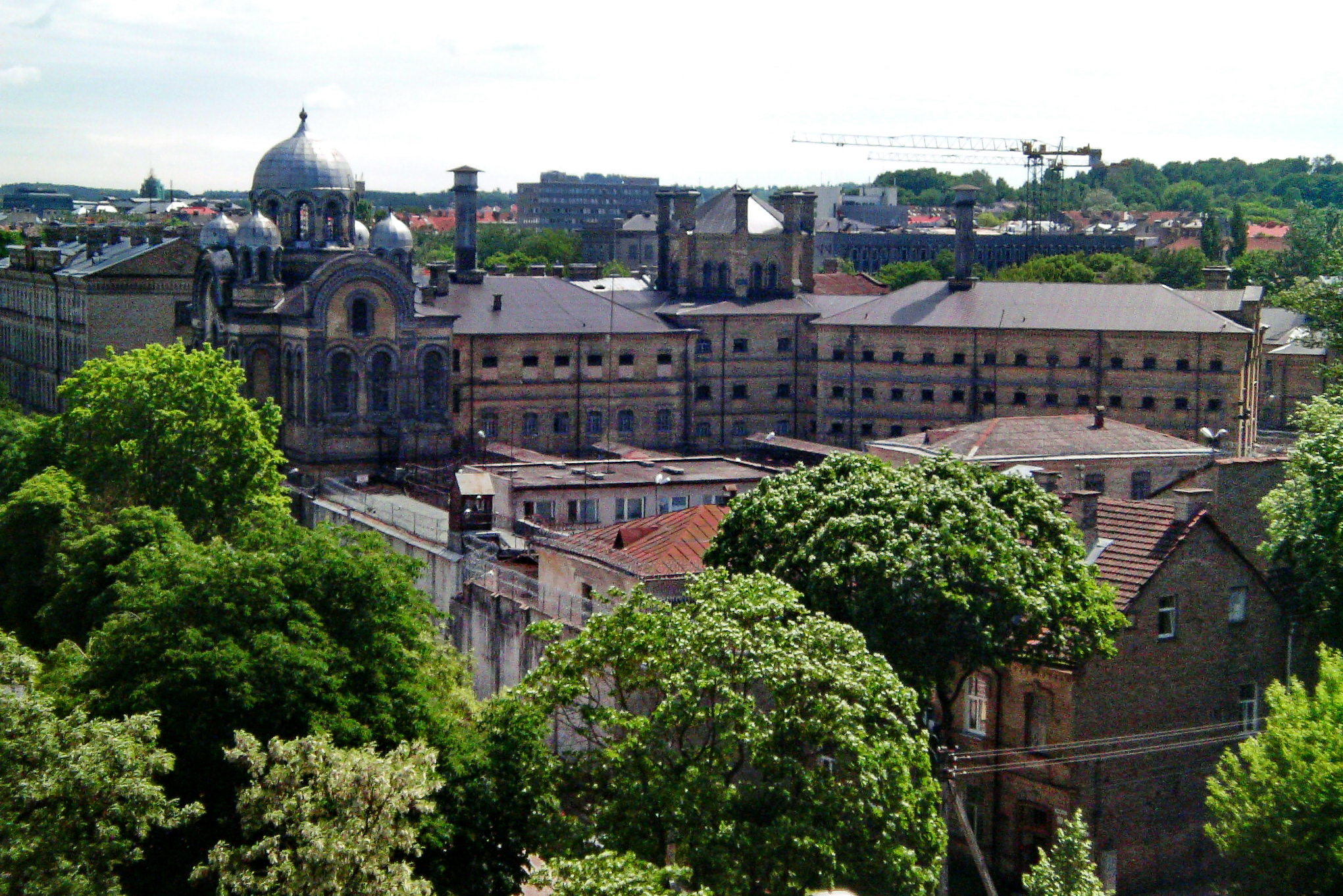
Die älteste und bekannteste litauische Strafvollzugsanstalt ist Lukiškės-Gefängnis in der litauischen Hauptstadt Vilnius

Das litauische Strafrecht ist das nationale Strafrecht der Republik Litauen, ein Teil des litauischen Rechts. Das kodifizierte Gesetz und die Hauptrechtsquelle des litauischen Strafrechts ist das Strafgesetzbuch vom 26. September 2000. Davor galt das Strafgesetzbuch der Sozialistischen Sowjetrepublik Litauen von 1961. Die Straftaten nach dem litauischen Strafrecht sind Verbrechen (nusikaltimas) und Strafvergehen (baudžiamasis nusižengimas). 